# Geronimo (pel·lícula)
Geronimo (títol original: Geronimo: An American Legend) és una pel·lícula estatunidenca de l'any 1993, dirigida per Walter Hill. Ha estat doblada al català.

## Argument
Després de la dura pressió que ha estat exercint durant molt temps el govern dels Estats Units, els apatxes han acabat per cedir a contracor, a començar una nova vida en una reserva controlada, amb la finalitat de que conreïn el blat de moro.
Un dels apatxes anomenat Geronimo, es nega totalment a ser esclavitzat per ningú, I organitza una revolta amb el suport de 30 companys més, per lliurar-se de l'esclavitud a la qual estan sent sotmesos i es llancen a la lluita contra les persones que els han obligat a abandonar les seves terres.

## Repartiment
- Jason Patric: Tinent Charles Gatewood.
- Gene Hackman: General de Brigada George Crook.
- Robert Duvall: Al Sieber.
- Wes Studi: Gerónimo.
- Matt Damon: Tinent Britton Davis.
- Rodney A. Grant: Mangas.
- Kevin Tighe: General de Brigada Nelson Milers.
- Steve Reevis: Camús.
- Carlos Palomino: Sergent Turkey.
- Victor Aaron: Ulzana.
- Stuart Proud Eagle Grant: Sergent Dutchy.
- Stephen McHattie: Schoonover.
- John Finn: Capità Hentig.
- Llegeix de Broux: Marshal Joe Hawkins.
- Rino Thunder: Old Nana.

## Nominacions
- 1993: Oscar al millor so